# Teuchophorus tianmushanus
Teuchophorus tianmushanus är en tvåvingeart som beskrevs av Yang 2001. Teuchophorus tianmushanus ingår i släktet Teuchophorus och familjen styltflugor. Inga underarter finns listade i Catalogue of Life.